# Koblîțea, Borodeanka
Koblîțea (în ucraineană Коблиця) este un sat în comuna Mîrcea din raionul Borodeanka, regiunea Kiev, Ucraina.

## Demografie
Componența lingvistică a localității Koblîțea
     Ucraineană (100%)
Conform recensământului din 2001, toată populația localității Koblîțea era vorbitoare de ucraineană (100%).